# Регистър (глас)
Вижте пояснителната страница за други значения на Регистър.
Гласовият регистър е тоналност от тонове на пиано от избрана част.
Като регистър е и жаргонно наименование на гласовете.
Глас на пържене или фрай глас (fry) е гласов регистър, в който звукът е басов, или издава най-ниски и ниски тонове до 260 Hz.
Другият регистър е регистър на главата (Head register). Той е с честота от 260 до 700 Hz.
Следващият регистър е суперглавен регистър (Super-head register). Той е с честота от 700 до 1000 Hz.
Последният регистър е свирков (флажолетен) регистър или уистъл (Whistle) регистър. Той издава честота, по-висока 850 Hz. След 5 kHz се получава т.нар. „скимтящ регистър“. Той е с честота от 5 до 16 kHz.

## Мъжки гласове

### Бас
Басът е най-ниският мъжки и човешки глас. Басовият глас разполага с диапазон от E2 до E4. Съществуват и певци, класифицирани като „бас профундо“ или „октависти“, които могат да взимат много по-ниски тонове. Така например в „Не отвержи мене во время старости“ водещият октавист изпява G1. Примери за певци с басов глас: Борис Христов, Фьодор Шаляпин, Никола Гюзелев, Николай Гяуров, Бари Уайт.

### Баритон
Баритонът е среден по височина мъжки глас, чийто диапазон лежи между този на баса и на тенора – от G2 до G4. Това е и най-срещаният мъжки глас. Примери за певци с баритонов глас: Елвис Пресли, Ринго Стар, Том Джоунс.

### Тенор
Тенорът е най-високият мъжки глас, като неговият диапазон се разполага от C3 до C5. Разновидност на тенора е контратенор. Диапазонът на един контратенор е почти идентичен на контраалтовия диапазон. Разбира се, съществуват изключително високи гласове – Адам Лопес държи рекорда за възпроизведен най-висок тон, а именно C#8, който е извън обсега на класическото 88-клавишно пиано. Примери за певци с теноров глас: Бруно Марс, Брус Дикинсън, Майкъл Джаксън.

## Женски гласове

### Алт
Алтът е най-ниският женски глас, чийто диапазон покрива тоновете от F3 до F5. Примери за певици с алтов глас:Алиша Кийс, Тони Бракстън.

### Мецосопран
Мецосопранът е среден по височина женски глас, обхващащ тоновете от А3 до А5. Това по-скоро не е отделен певчески глас, а обработен алт или сопран със съответните ниски или високи регистри. Мецосопрани са Мадона, Мери Джей Блайдж, Уитни Хюстън.

### Сопран
Сопранът е най-високият женски и човешки глас. Сопрановият глас разполага с диапазон от C4 до C6. Примери за певици със сопранов глас: Ашанти, Бьорк, Селин Дион, Ариана Гранде.